# (33002) Everest
1997 DM (asteroide 33002) é um asteroide da cintura principal. Possui uma excentricidade de 0.11694340 e uma inclinação de 5.19636º.
Este asteroide foi descoberto no dia 17 de fevereiro de 1997 por Vincenzo Silvano Casulli em Colleverde.